# Balduí IV d'Hainaut
Balduí IV d'Hainaut, dit "el Constructor" (nascut el 1108, mort el 8 de novembre de 1171) fou comte d'Hainaut de 1120 a 1171, fill de Balduí III comte d'Hainaut, i de Violant de Wassemberg.
Menor d'edat a la mort del seu pare, la regència va ser assumida per la seva mare, qui va governar el país amb prudència i fermesa. Es va negociar el compromís matrimonial del seu fill amb Alix de Namur, i va obtenir garanties per a aquesta sobre els drets al comtat de Namur. Va deixar el govern al seu fill el 1127.
Poc després, el comte de Flandes Carles de Dinamarca va morir assassinat i van sorgir diversos pretendents, entre els quals Balduí. El rei de França Lluís VI va escollir a Guillem Cliton. Irritat, Balduí va envair el país d'Aalst, però es va adonar que no podia mantenir la seva conquesta i es va retirar després de cremar Oudenaarde. Després de la mort de Guillem (1128), va intentar novament la conquesta del comtat de Flandes, però va ser rebutjat per Teodoric d'Alsàcia, el nou compte.
En 1147, va aprofitar de la sortida de Teodoric d'Alsàcia cap a la Croada per envair Flandes de nou, malgrat el risc d'excomunió previst per aquells que atacaven els dominis dels cavallers croats. Sibil·la d'Anjou, l'esposa de Teodoric, va aconseguir defensar la seva terra, i Teodoric tornaria a correcuita a Constantinoble. La guerra va devastar els dos comtats. Finalment, els dos comtes, cansats del conflicte, van fer la pau 1151 i van concertar el prometatge dels seus fills. Aquest matrimoni va tenir com a efecte la reunió dels dos comtats quaranta anys més tard.
Balduí es va dedicar a sotmetre els vassalls més hostils i va reunir al comtat diversos dominis. Va adquirir el sobrenom de "Constructor" perquè va fortificar la majoria de ciutats de l'Hainaut i per la promoció de la construcció d'esglésies i catedrals. El 1169 en el casament del seu fill amb Margarida d'Alsàcia, el palau de Quesnoy en construcció fou visitar per diversos senyors convidats. Foren prou imprudents com per pujar a les bastides amb escàs suport que es va ensorrar al seu pes. Alguns es van aixecar lleument ferits, però Balduí tenia les cuixes trencades i l'esquena malament. Va morir dos anys més tard.

## Matrimoni i fills
Es va casar el 1130 amb Alix de Namur (1115 † 1169), la filla menor de Godofreu I de Namur, comte de Namur, i de Ermensenda de Luxemburg, la seva segona esposa. Alix va morir el juliol de 1169 i va ser enterrat a l'església de Sant Waudru de Mons. És a través d'aquest matrimoni que els seus descendents van heretar el marquesat de Namur. Els seus fills van ser:
- Balduí, mort jove, enterrat a Binche,
- Godofreu, comte de Ostrevant, van morir a Mons als 16 anys el 6 d'abril 1159 (o 1161) i sense fills; es va casar als 15 anys amb Leonor de Vermandois.
- Balduí V (1150 † 1195), comte d'Hainaut i Namur, dit Balduí el Valent.
- Guillem d'Hainaut, senyor de Château-Thierry al comtat de Namur, es va casar en primeres noces amb Mafalda o Matilde de Lalaing, i en segones amb Avoya Saint-Sauve.
- Enric, Senyor de Sebourg, d'Angré i Fay. Jeu a Sebourg on, en la seva tomba, es diu "oncle de Balduí, l'emperador de Constantinoble," casat amb Joana Cysoing
- Violant o Iolanda, casada en primeres noces amb Yves III, senyor de Néelle i Falvy, comte de Soissons, mort sense fills el 1157; i en segones noces amb Hug IV comte de Saint Pol
- Agnes o Inés d'Hainaut, dita l'esguerrada, primera esposa de Raül I, senyor de Coucy, Marle, La Fere, Crecy, Vervins, Pinon i Landousies, va morir abans de 1173
- Llorença, que amb el seu segon espòs, va fer molt de bé a l'abadia del Val, a l'orde cistercenc i a la diòcesi de París, on va ser enterrada després de la seva mort el 9 d'agost de 1181; es va casar amb Thierry de Gant, senyor d'Alost i de Waes, amb qui encara vivia el 1160 i que va morir sense fills el 1165 i després casada en segones noces el 1171 amb Bucard V senyor de Montmorency.

## Font
- Biografia Nacional de Bèlgica